# Sant Fruitós de Bages
Sant Fruitós de Bages ist ein Ort und eine Gemeinde (municipi) mit 9.248 Einwohnern (Stand: 2024) in der Comarca Bages in der Provinz Barcelona in der Autonomen Region Katalonien. Zur Gemeinde gehören auch die Dörfer Les Brucardes, Pineda de Bages, La Rosaleda, Sant Iscle de Bages, Torroella de Baix sowie die wenigen ständigen Bewohner des Klosters Sant Benet des Bages.

## Lage
Der Ort Sant Fruitós de Bages liegt inmitten der beinahe allseitig von Bergen umschlossenen und sehr fruchtbaren Ebene Pla de Bages in einer Höhe von etwa 250 Metern ü. d. M. und etwa 68 Kilometer (Fahrtstrecke) nordwestlich von Barcelona bzw. knapp sieben Kilometer nordöstlich von Manresa entfernt. Der Riu Llobregat fließt etwa einen Kilometer östlich am Ort vorbei.

## Bevölkerungsentwicklung
| Jahr      | 1960  | 1970  | 1981  | 1990  | 2000  | 2010  |
| Einwohner | 2.196 | 2.827 | 3.752 | 4.847 | 5.542 | 8.184 |

Mitte des 19. Jahrhunderts hatte die Gemeinde knapp 1.000 Einwohner. Aufgrund der Nähe zur Stadt Manresa ist seitdem ein kontinuierliches Bevölkerungswachstum zu verzeichnen, das auch durch die Reblauskrise im Weinbau und die Mechanisierung der Landwirtschaft nicht unterbrochen wurde.

## Wirtschaft
Früher lebten die Einwohner hauptsächlich als Selbstversorger von der Landwirtschaft, zu der auch der Anbau von Wein und die Haltung von Vieh gehörte. Im 19. Jahrhundert entwickelte sich die Region zu einem bedeutenden Weinbaugebiet, doch nach der Reblauskrise wird heute wieder vorrangig Ackerbau betrieben. Der Weinbau spielt jedoch erneut eine wichtige Rolle – San Fruitós de Bages gehört zu den insgesamt 26 Gemeinden, die ihren Wein unter der Denomination Pla de Bages vermarkten dürfen.

## Geschichte
Eine dem hl. Fructuosus, einem Bischof aus Taraco bzw. Tarragona, geweihte Kirche wird erstmals im 10. Jahrhundert erwähnt, als die Rückeroberung (reconquista) und Wiederbesiedlung (repoblación) der nach der Ankunft des Islam nahezu entvölkerten Gegend unter Borrell von Osona und Wilfried I. von Barcelona bereits abgeschlossen war.

## Sehenswürdigkeiten
- Trotz seiner langen Geschichte hat der Ort San Fruitós selbst – mit Ausnehme zweier Altstadtgassen – kaum Sehenswürdigkeiten. Die Pfarrkirche Sant Fruitós ist zwar romanischen Ursprungs, sie wurde jedoch im 17. Jahrhundert nahezu komplett erneuert.
- Die kleine romanische Kapelle Sant Jaume d’Olzinelles befindet sich knapp zwei Kilometer außerhalb und beeindruckt durch ihr solides aber ansonsten vollkommen schmuckloses Mauerwerk. Die Westseite wird von einem Glockengiebel (espadanya) überragt.
- Die romanische Kirche Sant Iscle i Santa Victòria ist ebenfalls weitgehend dekorlos, hat aber einen durchaus imposanten Glockenturm (campanar) mit einer Blendarkadengliederung im unteren Bereich.
- Die Kirche Sant Jaume del Pont de Cabrianes ist ein neoromanischer Bau des ausgehenden 19. Jahrhunderts.
- Die hübsche Kapelle Sant Sebastià de les Brucardes ist – mit Ausnahme der Ecksteine und der Portalrahmung – aus Bruchsteinen errichtet. Über dem Portal erhebt sich ein einfacher Glockengiebel. Trotz ihres insgesamt altertümlichen Aussehens ist sie ein Bau des 18. Jahrhunderts.
- Die Kapelle Sant Valentí de les Brucardes hat ein deutlich exakter gearbeitetes Mauerwerk und einen zweigeteilten Glockengiebel. Das Dach ist jedoch schon seit langem eingestürzt. Der Bau wird ins 13. oder 14. Jahrhundert datiert.
- Das etwa anderthalb Kilometer südöstlich am Ufer des Llobregat gelegene Kloster Sant Benet des Bages gehört zu den bedeutenden Abteien Kataloniens.

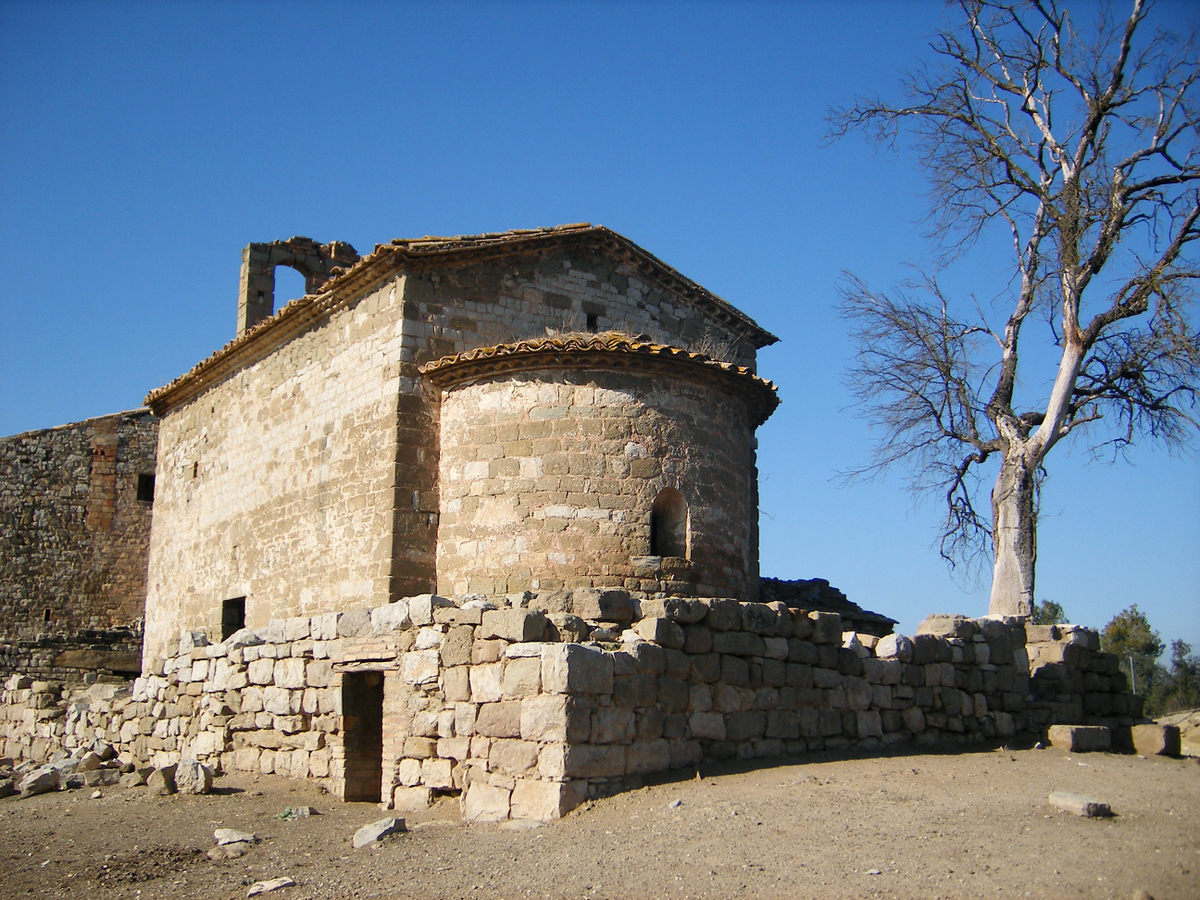
Sant Jaume d’Olzinelles
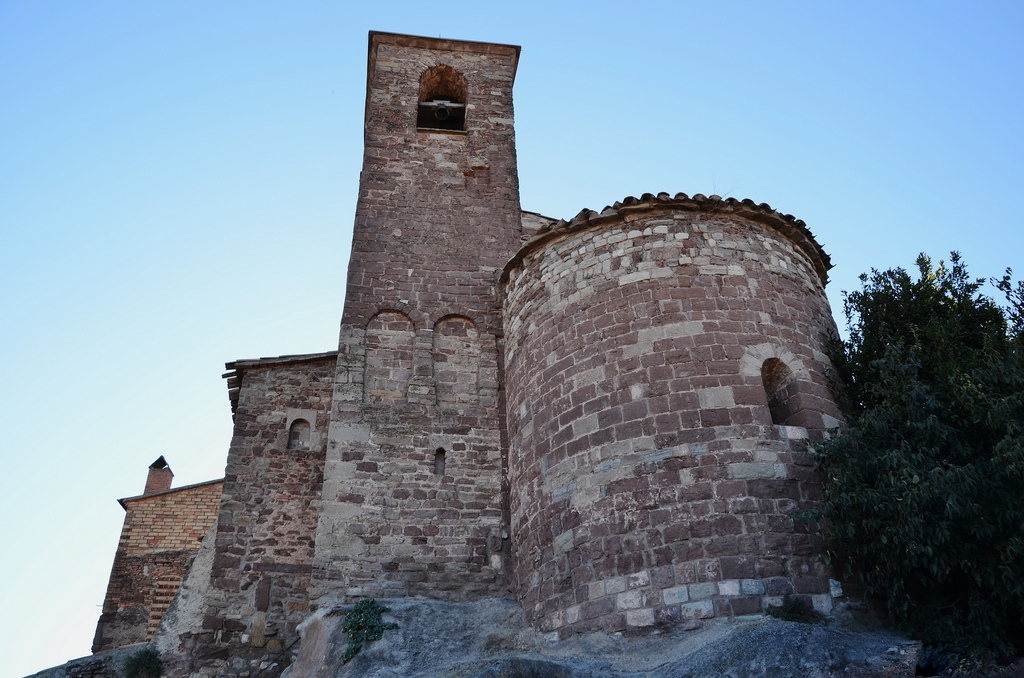
Sant Iscle i Santa Victòria
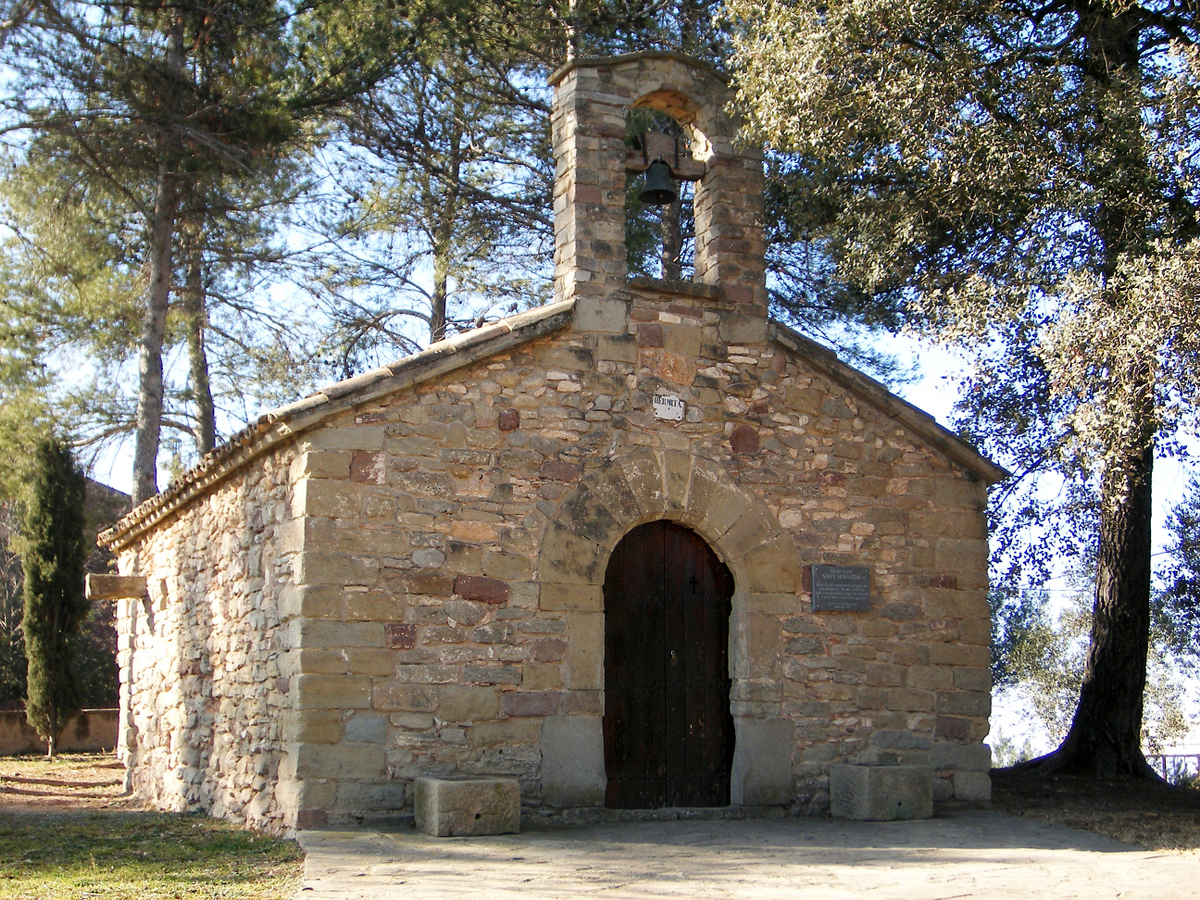
Sant Sebastià de les Brucardes
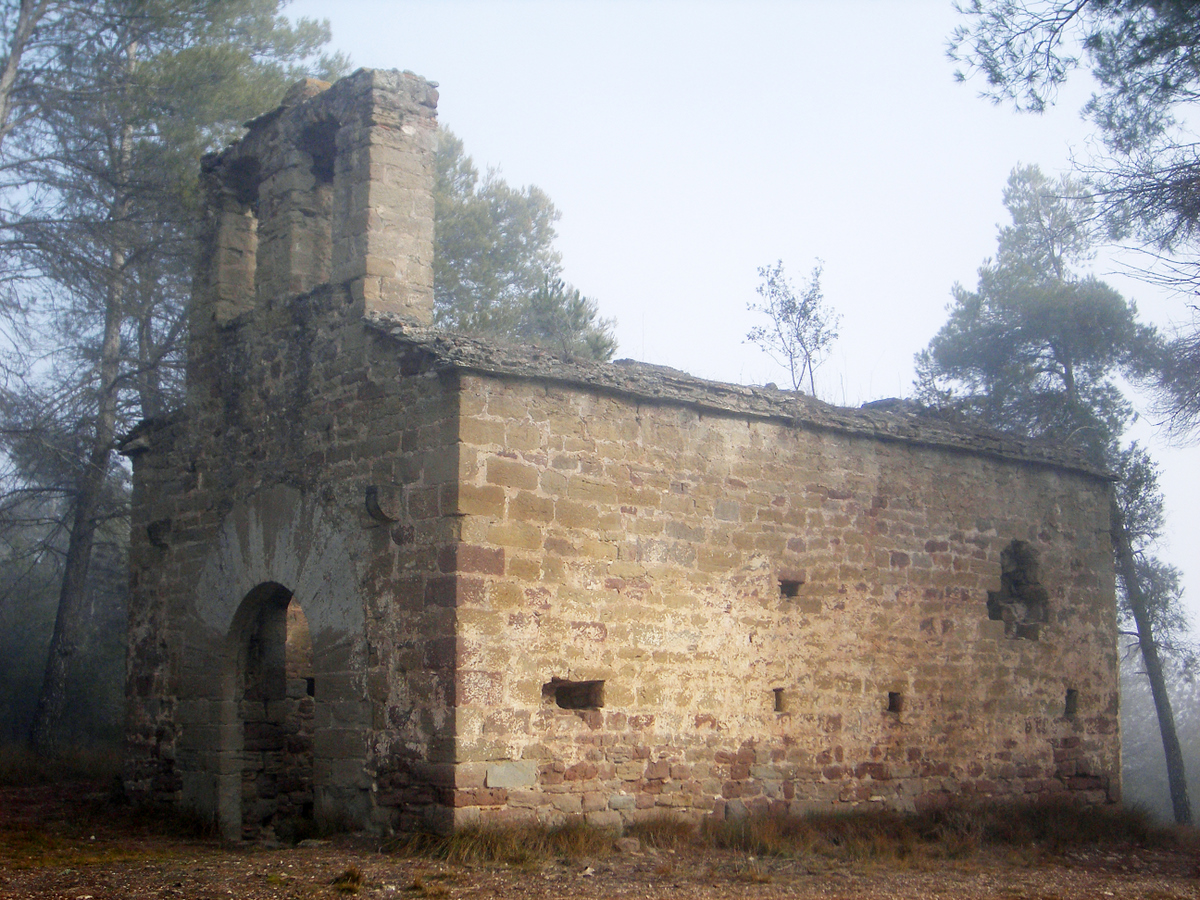
Sant Valentí de les Brucardes